# Please Stand By
Please Stand By ist eine US-amerikanische Tragikomödie. Der Film wurde am 27. Oktober 2017 auf dem Austin Film Festival vorgestellt und kam am 26. Januar 2018 in den USA in die Kinos. In Deutschland wurde der Film am 27. Juli 2018 auf DVD veröffentlicht.

## Handlung
Wendy ist eine junge Frau mit Autismus. Sie lebt in einem Pflegeheim und kann mit der Unterstützung ihrer Betreuerin ihren Alltag bewältigen und hat eine Arbeitsstelle. Ihre Freizeit nutzt sie, um an einem Drehbuch für einen neuen Star-Trek-Film zu schreiben. Dieses möchte sie in wenigen Tagen bei einem Wettbewerb bei Paramount Pictures einreichen. Bei einem Besuch ihrer Schwester Audrey wird deutlich, dass Wendy zurück nach Hause möchte, Audrey dafür aber keine Möglichkeit sieht. Die verzweifelte Wendy sieht im Gewinn des Preisgeldes eine Möglichkeit ihre Schwester umzustimmen. Da die Zeit für den Versand mit der Post nicht mehr reicht, flieht sie am kommenden Morgen zusammen mit ihrem Hund aus dem Pflegeheim um das Drehbuch selbst nach Los Angeles zu bringen. Es beginnt eine abenteuerliche Reise. Zugleich versuchen ihre Betreuerin aus dem Pflegeheim und ihre Schwester Audrey, die als vermisst gemeldete Wendy zu finden. Wendy schafft es trotz mehrerer Rückschläge bis nach Los Angeles, wird dort aber von einer Polizeistreife gefunden. Die Flucht endet, nachdem der Polizist, der von ihrer Liebe zu Star Trek weiß, ihr Vertrauen mit einem Gespräch auf Klingonisch gewinnt.
Letztendlich wird Wendy von ihrer Betreuerin und ihrer Schwester ermöglicht, dass sie das Drehbuch selbst abgibt und sich damit ihre Selbständigkeit beweisen kann.
Wendy gewinnt den Wettbewerb nicht. In der Schlussszene sitzt sie aber zusammen mit ihrer Schwester auf der Veranda ihres Elternhauses und hält deren Baby im Arm.

## Besetzung und Synchronisation
Die deutsche Synchronfassung wurde bei Scalamedia nach einem Dialogbuch und unter der Dialogregie von Kai Taschner hergestellt.
| Rolle                              | Schauspieler        | Synchronsprecher     |
| ---------------------------------- | ------------------- | -------------------- |
| Wendy Welcott                      | Dakota Fanning      | Farina Brock         |
| Audrey (Schwester)                 | Alice Eve           | Stephanie Kellner    |
| Scottie (Betreuerin)               | Toni Collette       | Christin Marquitan   |
| Lexi Aaron (Heimbewohnerin)        | Lexi Aaron          |                      |
| Dominique Brown (Heimbewohner)     | Dominique Brown     |                      |
| Brittanie Sanders (Heimbewohnerin) | Brittanie Sanders   |                      |
| Cindy Miyashiro (Heimbewohnerin)   | Cindy Miyashiro     |                      |
| Madeline                           | Lara Lihiya         |                      |
| Richard (Heimbewohner)             | Dan Cordell         |                      |
| Nemo (Wendys Arbeitskollege)       | Tony Revolori       | Manuel Scheuernstuhl |
| Jack (Audreys Mann)                | Michael Stahl-David | Sebastian Winkler    |
| Sam (Scotties Sohn)                | River Alexander     | Felix Mayer          |
| Polizist Frank                     | Patton Oswalt       | Kai Taschner         |
| Polizistin Doyle                   | Robin Weigert       | Dorothea Anzinger    |

## Kritiken
- Please Stand By konnte bislang 56 Prozent der Kritiker bei Rotten Tomatoes überzeugen.[3] Die durchschnittliche Bewertung liegt bei 5,8/10.

- film-rezensionen.de gibt dem Film eine Bewertung von 7/10. „Please Stand By lässt uns einen Blick in die Welt eines autistischen Mädchens erhaschen. Die Reise, auf die Wendy sich begibt, ist interessant, manchmal aufregend, ab und zu etwas zu inszeniert. Dakota Fanning spielt ihre Rolle großartig, daher auf jeden Fall empfehlenswert.“[4]

## Details
Der klingonische Dialog enthält kein zufälliges Kauderwelsch, sondern richtig gesprochenes Klingonisch. Er wurde von einem Mitglied des Klingon Language Institute übersetzt. In der englischen Version haben die Schauspieler einige Zeilen verdreht und falsch ausgesprochen. Bei der Bearbeitung der deutschen Synchronfassung wurde dieser Fehler bemerkt und anschließend korrigiert.